# Pakaraimaea dipterocarpacea
Pakaraimaea dipterocarpacea är en tvåhjärtbladig växtart. Pakaraimaea dipterocarpacea ingår i släktet Pakaraimaea och familjen Dipterocarpaceae.

## Underarter
Arten delas in i följande underarter:
- P. d. dipterocarpacea
- P. d. nitida